# Use Somebody
"Use Somebody" là một ca khúc của ban nhạc alternative rock người Mỹ Kings of Leon, được phát hành ngày 8 tháng 12 năm 2008. Đây là đĩa đơn thứ hai trích từ album phòng thu của ban nhạc là Only by The Night (2008). Đĩa đơn đã tạo nên một cơn sốt trên toàn cầu, đặc biệt là ở Scandinavia, Cộng hòa Ireland, Đức, Vương quốc Anh và Úc, những quốc gia đĩa đơn đã giữ được vị trí quán quân trên bảng xếp hạng Airplay chính thức trong sáu tuần liên tiếp. Ca khúc cũng đạt thành công vang dội ở Mỹ khi đứng đầu bảng xếp hạng của nhiều định dạng airplay khác nhau, đạt thứ hạng 4 trên Billboard Hot 100 và vị trí quán quân trên bảng xếp hạng Pop Songs. 
"Use Somebody" nhận được phản hồi tích cực từ giới phê bình, đặc biệt được tạp chí Rolling Stone xếp thứ 72 trong danh sách "100 ca khúc hay nhất thập niên 2000". Tại lễ trao giải Grammy lần thứ 52, "Use Somebody" đã xuất sắc đoạt ba giải Grammy. Đây được coi là đĩa đơn thành công và nổi tiếng nhất của Kings of Leon cùng với "Sex on Fire".

## Hoàn cảnh ra đời và sáng tác
Giọng ca chính Caleb Followill sáng tác bài hát này để nói về khát khao được sự âu yếm của một người nào đó trong khi họ đang cảm thấy cô đơn trên con đường mình đang đi. Trong cuộc phỏng vấn với examiner.com, anh giãi bày: "Bài hát nói về cảm giác khi xa nhà". Trong một cuộc phỏng vấn khác với tờ Uncut, Caleb kể câu chuyện về bài hát: "Lời bài hát được viết trong chuyến lưu diễn. Khi tôi nảy ra ý tưởng 'Tôi có thể lợi dụng ai đó', tôi không biết là đang nói về một người, một ngôi nhà hay một vị thánh nữa. Tôi ngay lập tức thấy rằng đây là một bài hit, làm cho tôi khá dè chừng. Sau đó khi chúng tôi ghi âm bản nhạc, Matthew cứ hỏi tôi: 'Bài hát này là gì vậy, anh bạn?', và tôi đã hành động như thể tôi chẳng biết anh ta đang nói gì. Rồi cuối cùng tôi nói: 'Được rồi, chúng ta sẽ làm nó', và ngay khi chúng tôi bắt đầu chơi bài hát, các nhà sản xuất trầm trồ nói, 'Wow! Đúng là một bài hát tuyệt vời'. Lúc đó tôi cũng nghĩ như họ, 'OK'." Trong buổi phỏng vấn trên Nathan Followill cũng nhận xét về ca khúc, "Chúng ta có thể nghe thấy chất liệu mang màu sắc của Arcade Fire ở đó. Tất cả những âm thanh và hướng đi mới mẻ này khiến ta cảm thấy như mình đang đi đúng hướng, theo một cách hết sức tự nhiên".
Ngoài ra Caleb còn viết bài hát này giống như một lời xin lỗi gửi tới các thành viên của ban nhạc sau một vụ ẩu đả lúc say rượu. Anh phát biểu trên tờ Spin: "Chúng tôi đã có một đêm uống rượu nặng... Chúng tôi đều dính vào một cuộc cãi vã, vì thế vào ngày hôm sau ở buổi thu soundcheck, chẳng ai thèm nhìn vào mắt nhau. Tôi bắt đầu chơi giai điệu đó... và rồi tôi bắt đầu hát: 'Tôi biết tôi có thể lợi dụng ai đó...' Đó là lời xin lỗi của tôi." Caleb còn đưa ra điều chỉnh bằng cách tăng tốc độ bài hát chủ đề từng đoạt giải Oscar của Joe Cocker trong bộ phim điện ảnh năm 1983 An Officer and a Gentleman trong buổi thu soundcheck ở Scotland. Anh nói về bài hát này (trích từ tạp chí Q), "Nó có những đoạn hòa âm giống hệt như 'Up Where We Belong' của Joe Cocker và Jennifer Warnes. Ngay lập tức tôi nghĩ rằng nó thật khủng khiếp. Tôi nghĩ đó là một ca khúc pop."

## Phát hành và đón nhận
"Use Somebody" là đĩa đơn thứ hai được phát hành từ album Only by the Night sau "Sex on Fire" ngày 8 tháng 12 năm 2008 dưới định dạng CD và 7". Tại Hoa Kỳ, đĩa đơn trở thành bước đột phá lớn của ban nhạc. Đạt vị trí thứ 4 trên Billboard Hot 100, bài hát đưa ban nhạc lần đầu lọt vào top 5 và dành 57 tuần trên bảng xếp hạng này. Trên đài phát thanh Hoa Kỳ, ca khúc đạt thành công ở nhiều định dạng khác nhau, trở thành bài hát thứ tư trong lịch sử nằm trong tốp của các bảng xếp hạng Mainstream Top 40, Adult Top 40, Alternative Songs và Triple A (những bài hát đạt được thành tích này trước đây là "Slide" của Goo Goo Dolls, "Every Morning" của Sugar Ray và "Boulevard of Broken Dreams" của Green Day). Bài hát còn lần đầu đạt vị trí quán quân trên bảng xếp hạng Billboard Hot Modern Rock Tracks (hiện tại gọi là bảng xếp hạng "Alternative"), là đĩa đơn thứ hai của nhóm có ba tuần liên tiếp đứng đầu bảng xếp hạng trên. Không chỉ vậy "Use Somebody" còn đoạt cả vị trí quán quân của bảng xếp hạng Adult Top 40 cũng như Mainstream Top 40 sau đó. Ca khúc đạt mốc doanh số 4 triệu bản tại Hoa Kỳ vào tháng 7 năm 2013. Tính đến tháng 1 năm 2015, bài hát đã bán 4.3 triệu bản tại Hoa Kỳ.
Tại Anh, "Use Somebody" xếp thứ hai trên bảng xếp hạng chính thức UK Top 75 và tạo nên kỷ lục 40 tuần trên bảng xếp hạng này, chỉ bị gián đoạn do sự gia tăng doanh số của những chủ đề liên quan đến Michael Jackson ngay sau khi ông qua đời. Sau khi vắng mặt chỉ trong một tuần bài hát đã trở lại thêm 20 tuần nữa, đứng ở vị trí thứ 25. Ca khúc cũng xuất hiện trở lại trong một vài lần kể từ đó, và đã dành 77 tuần nằm trong Top 75, trở thành bài hát ngự trị lâu thứ 5 mọi thời đại, chỉ kém hai bậc sau "Sex on Fire" với 90 tuần.
"Use Somebody" nhận được nhiều đánh giá tích cực từ giới phê bình âm nhạc. Mikael Wood của Entertainment Weekly gọi bài hát là một điểm nhấn của album, miêu tả nó là "một tiếng kêu của người hippie quá đã để khuây khỏa". Nick Levine của Digital Spy nói, "với phong cách 'Oa-oa-oa' của Springsteen cộng với con bão của ghita và sự tràn đầy sinh lực, giọng ca đầy khát khao từ Caleb Followill, bài hát gần như gây truyền nhiễm giống như 'Sex on Fire' vậy." Alexis Petridis của tờ The Guardian nhận định, "Chắc chắn 'Use Somebody' nghe giống với vài thứ bạn sẽ nghe thấy trong phần nhạc nền khi mà Molly Ringwald nhận ra sự thật về chính bản thân cô: tiếng ghita kêu vang của U2, mọi thứ bùng nổ với hồi âm điện tử, điệp khúc ngân lên "Oa-oa-oa". Gavin Haynes của NME lại ca ngợi ca khúc là "bản power ballad của thập niên 80 tuyệt vời nhất năm 2008", nhưng cảnh báo rằng ban nhạc "có thể gặp nguy hiểm về việc nhầm lẫn tiếng ầm ầm vì sự chói lọi".

## Giải thưởng
Trong lễ trao giải Grammy lần thứ 52, "Use Somebody" đã đoạt giải dành cho các hạng mục "Thu Âm Của Năm", "Trình diễn song ca hoặc nhóm nhạc giọng rock xuất sắc nhất", "Bài hát Rock hay nhất", cũng như được đề cử cho "Bài hát của năm". Ca khúc cũng nhận được một đề cử Los Premios MTV cho hạng mục "Bài hát của năm" và một đề cử giải Video âm nhạc của MTV cho "Video rock xuất sắc nhất". Bài hát còn xuất sắc đoạt giải "Woodie của năm" trong lễ trao giải mtvU Woodie Awards năm 2009, đồng thời còn nhận một đề cử World Music Awards cho hạng mục "Đĩa đơn xuất sắc nhất".

## Video âm nhạc

Caleb Followill trong video âm nhạc của "Use Somebody"

Mở đầu video âm nhạc của "Use Somebody" là quang cảnh thành phố choáng ngợp nhìn từ trên cao vào buổi tối cùng với tiếng trống và ghita liên hồi. Đó là những tòa nhà cao chọc trời, những xa lộ với ánh đèn rực rỡ. Xen giữa những câu hát của Caleb là những hình ảnh ban nhạc đang biểu diễn bài hát trực tiếp, các thành viên của nhóm có những phút giây giải trí ở quán bar... Ở đoạn cao trào nhất thì tiếng trống nổi lên đập thình thịch, hình ảnh những xa lộ, tòa nhà hay ban nhạc biểu diễn chiếu nhanh với tốc độ chóng mặt, sau đó là tiếng riff ghita chói lọi khó quên. Cuối đoạn video Caleb lặp lại câu hát mở đầu video, "Tôi đã lang thang khắp mọi nơi; Luôn luôn dửng dưng với tất cả những gì tôi thấy." (I've been roaming around; Always looking down at all I see).
Video âm nhạc của "Use Somebody" được Kings of Leon đăng tải lên trang Youtube của nhóm ngày 2 tháng 10 năm 2009. Trong video xuất hiện một địa điểm mà ban nhạc từng biểu diễn trực tiếp bài hát là MidFlorida Credit Union Amphitheatre, đồng thời có sự góp mặt của toàn bộ các thành viên trong ban nhạc và Lily - bạn gái của Caleb. Video do Sophie Muller đạo diễn, người đồng đạo diễn cho video của "Sex on Fire". Caleb Followill trong quá trình quay video phát biểu: "Chúng tôi chưa từng làm thế này nhưng chúng tôi cần phải quay một video ngay bây giờ, vì vậy chúng tôi chỉ cần diễn như chính mình vậy."

## Thành viên thực hiện
- Caleb Followill - hát chính, rhythm ghita
- Matthew Followill - ghita chính, keyboard, hát đệm
- Jared Followill - bass, keyboard, hát đệm
- Nathan Followill - trống, bộ gõ, hát đệm
- Sophie Muller - đạo diễn video âm nhạc
- Angelo Petraglia - keyboard, nhà sản xuất
- Jacquire King - nhà sản xuất
- Alex Fraser - gõ triangle
- Lowell Reynolds - kĩ sư thứ hai

## Định dạng bài hát
Đĩa CD
1. "Use Somebody" - 3:51
2. "Knocked Up" (Lykke Li vs. Rodeo Remix) - 5:34

EP độc quyền trên iTunes
1. "Use Somebody" - 3:51
2. "Knocked Up" (Lykke Li vs. Rodeo Remix) - 5:34
3. "Frontier City" - 3:36
4. "The Bucket" (CSS Remix) - 3:43

## Xếp hạng và chứng nhận doanh số
| Bảng xếp hạng (2008–09)                         | Thứ hạng cao nhất |
| ----------------------------------------------- | ----------------- |
| Úc (ARIA)                                       | 2                 |
| Áo (Ö3 Austria Top 40)                          | 12                |
| Bỉ (Ultratop 50 Flanders)                       | 1                 |
| Bỉ (Ultratop 50 Wallonia)                       | 19                |
| Canada (Canadian Hot 100)                       | 8                 |
| Đan Mạch (Tracklisten)                          | 9                 |
| Pháp (SNEP)                                     | 44                |
| Trường songid là BẮT BUỘC CHO BẢNG XẾP HẠNG ĐỨC | 9                 |
| Ireland (IRMA)                                  | 2                 |
| Hà Lan (Dutch Top 40)                           | 7                 |
| New Zealand (Recorded Music NZ)                 | 5                 |
| Na Uy (VG-lista)                                | 5                 |
| Ba Lan (Polish Airplay Top 100)                 | 1                 |
| Thụy Điển (Sverigetopplistan)                   | 7                 |
| Thụy Sĩ (Schweizer Hitparade)                   | 2                 |
| Anh Quốc (OCC)                                  | 2                 |
| Hoa Kỳ Billboard Hot 100                        | 4                 |
| Hoa Kỳ Adult Contemporary (Billboard)           | 13                |
| Hoa Kỳ Adult Pop Airplay (Billboard)            | 1                 |
| Hoa Kỳ Alternative Songs (Billboard)            | 1                 |
| Hoa Kỳ Hot Rock Songs (Billboard)               | 2                 |
| Hoa Kỳ Pop Airplay (Billboard)                  | 1                 |

| Bảng xếp hạng (2013) | Thứ hạng cao nhất |
| -------------------- | ----------------- |
| Hàn Quốc (Gaon)      | 188               |

| Quốc gia                                                                           | Chứng nhận  | Số đơn vị/doanh số chứng nhận |
| ---------------------------------------------------------------------------------- | ----------- | ----------------------------- |
| Úc (ARIA)                                                                          | 2× Bạch kim | 140.000^                      |
| Áo (IFPI Áo)                                                                       | Vàng        | 15.000*                       |
| Bỉ (BEA)                                                                           | Bạch kim    | 30,000*                       |
| Đan Mạch (IFPI Đan Mạch)                                                           | Vàng        | 7.500^                        |
| Đức (BVMI)                                                                         | Vàng        | 250.000^                      |
| New Zealand (RMNZ)                                                                 | Bạch kim    | 15.000*                       |
| Thụy Sĩ (IFPI)                                                                     | Vàng        | 15.000^                       |
| Anh Quốc (BPI)                                                                     | Bạch kim    | 1,008,400                     |
| Hoa Kỳ (RIAA)                                                                      | Bạch kim    | 4,068,000                     |
| * Chứng nhận dựa theo doanh số tiêu thụ. ^ Chứng nhận dựa theo doanh số nhập hàng. |             |                               |

| Bảng xếp hạng (2009)                 | Thứ hạng |
| ------------------------------------ | -------- |
| Úc (ARIA)                            | 38       |
| Canada (Canadian Hot 100)            | 10       |
| New Zealand (RIANZ)                  | 47       |
| Thụy Sĩ (Schweizer Hitparade)        | 47       |
| UK Singles (Official Charts Company) | 13       |
| Hoa Kỳ Billboard Hot 100             | 14       |

| Bảng xếp hạng (2000–09)              | Thứ hạng |
| ------------------------------------ | -------- |
| UK Singles (Official Charts Company) | 32       |

## Những bản hát lại nổi tiếng
- Pixie Lott đã trình diễn một bản cover của bài hát, đạt vị trí thứ 41 trên UK Singles Chart, dù cho đây là đĩa đơn mặt B trong đĩa đơn chính số 1 của cô "Mama Do (Uh Oh Uh Oh)".[68]
- Ca sĩ người Hà Lan Laura Jansen đã cover một phiên bản piano ballad của "Use Somebody". Bài hát ra mắt trong bảng xếp hạng Dutch Top 40 ở vị trí thứ 35 nhưng nhanh chóng tăng bậc lên vị trí thứ 13.[69]
- Ca sĩ nhạc đồng quê Margaret Durante đã thực hiện một bản cover và phát hành đĩa đơn vào tháng 10 năm 2009.[70]
- Nhóm nhạc điện tử người Anh Ultrabeat đã phát hành đĩa đơn cover bài hát năm 2009. Ca khúc đạt vị trí thứ 100 trên UK Singles Chart.[71]